# Distansescharella
Distansescharella är ett släkte av mossdjur. Distansescharella ingår i familjen Cribrilinidae.
Kladogram enligt Catalogue of Life:
| Distansescharella | \| \| Distansescharella alcicornis \| \| \| \| \| \| Distansescharella seguenzai \| \| \| \| |
|                   | \| \| Distansescharella alcicornis \| \| \| \| \| \| Distansescharella seguenzai \| \| \| \| |
|                   | Anaskopora                                                                                   |
|                   |                                                                                              |
|                   | Callistopora                                                                                 |
|                   |                                                                                              |
|                   | Collarina                                                                                    |
|                   |                                                                                              |
|                   | Corbulipora                                                                                  |
|                   |                                                                                              |
|                   | Cribralaria                                                                                  |
|                   |                                                                                              |
|                   | Cribrilaria                                                                                  |
|                   |                                                                                              |
|                   | Cribrilina                                                                                   |
|                   |                                                                                              |
|                   | Dendroperistoma                                                                              |
|                   |                                                                                              |
|                   | Eucheilopora                                                                                 |
|                   |                                                                                              |
|                   | Figularia                                                                                    |
|                   |                                                                                              |
|                   | Filaguria                                                                                    |
|                   |                                                                                              |
|                   | Gephyrotes                                                                                   |
|                   |                                                                                              |
|                   | Glabrilaria                                                                                  |
|                   |                                                                                              |
|                   | Hayamiellina                                                                                 |
|                   |                                                                                              |
|                   | Inferusia                                                                                    |
|                   |                                                                                              |
|                   | Inversiscaphos                                                                               |
|                   |                                                                                              |
|                   | Jolietina                                                                                    |
|                   |                                                                                              |
|                   | Jullienula                                                                                   |
|                   |                                                                                              |
|                   | Klugerella                                                                                   |
|                   |                                                                                              |
|                   | Membraniporella                                                                              |
|                   |                                                                                              |
|                   | Parafigularia                                                                                |
|                   |                                                                                              |
|                   | Pliophloea                                                                                   |
|                   |                                                                                              |
|                   | Puellina                                                                                     |
|                   |                                                                                              |
|                   | Reginella                                                                                    |
|                   |                                                                                              |
|                   | Reginelloides                                                                                |
|                   |                                                                                              |
|                   | Distansescharella alcicornis                                                                 |
|                   |                                                                                              |
|                   | Distansescharella seguenzai                                                                  |
|                   |                                                                                              |

|  | Distansescharella alcicornis |
|  |                              |
|  | Distansescharella seguenzai  |
|  |                              |